# Zawadki (Tomaszów Lubelski)
Pour les articles homonymes, voir Zawadki.
Zawadki (prononciation [zaˈvatki]) est un village de la gmina de Susiec, du powiat de Tomaszów Lubelski, dans la voïvodie de Lublin, situé dans l'est de la Pologne.
Il se situe à environ 10 kilomètres à l'est de Susiec (siège de la gmina), 9 kilomètres à l'ouest de Tomaszów Lubelski (siège du powiat) et 103 kilomètres au sud-est de Lublin (capitale de la voïvodie).

## Administration
De 1975 à 1998, le village est attaché administrativement à l'ancienne voïvodie de Zamość.

Depuis 1999, il fait partie de la nouvelle voïvodie de Lublin.